# Santa Cruz (Marinduque)
Santa Cruz de Napo, oficialmente Santa Cruz, es un municipio filipino de primera categoría perteneciente a la provincia isleña de Marinduque en Mimaropa, Región IV-B. 
Con una extensión superficial de 270,77 Has,  tiene una población de 55.675 personas que habitan en 13,045 hogares. 
Su alcalde es  Percival P. Morales.
Para las elecciones a la Cámara de Representantes está encuadrado en el único Distrito Electoral de esta provincia.

## Geografía
Situado en el extremo nordeste de la isla de Marinduque, linda al norte con el paso de Mompog, al sur con Torrijos y al oeste con Mogpog y Boac.
La bahía de Calancán, al este de la de Sayao  comprende las islas de Hakupan, Banot, Pito Pitogo, Islang Bato, Agumod y Haukan.

## Barrios
El municipio  de Santa Cruz se divide, a los efectos administrativos, en 55 barangayes o barrios, conforme a la siguiente relación:
| - Alobo - Angas - Aturán - Bagong Silang (Población, 2ª Zona) - Baguidbirín - Baliís - Balogo - Banahaw (Población, 3ª Zona) - Bangcuangán - Banogbog - Biga | - Botilao - Buyabod - Dating Bayan - Devilla - Dolores - Haguimit - Hupi - Ipil - Jolo - Kaganhao - Kalangkang | - Kamandugán - Kasily - Kilo-kilo - Kinyamán - Labo - Lamesa - Landy (Pérez) - Lapu-lapu (Población, 5ª Zona) - Libjo - Lipa - Lusok | - Maharlika (Población, 1ª Zona) - Makulapnit - Maniwaya - Manlibunán - Masaguisi - Masalukot - Matalaba - Mongpong - Morales - Napo (Malabón) - Pag-Asa (Población, 4ª Zona) | - Pantayín - Polo - Pulong-Parang - Punong - San Antonio - San Isidro - Tagum - Tamayo - Tambangán - Tawirán - Taytay |